# Victor Vran
Victor Vran je akční RPG videohra vyvinutá bulharským nezávislým vývojářským studiem Haemimont Games. Hru Victor Vran vydává na platformě Steam společnost EuroVideo Medien. Do předběžného přístupu na Steamu vstoupila v únoru 2015 a finální verze byla vydána v červenci 2015. Prostředí hry připomíná gotickou fantasy pohádku, kde má ve světě své místo jak magie, tak věda. Titul opustil předběžný přístup 24. července 2015. Aktualizovaný port s názvem Victor Vran: Overkill Edition na PlayStation 4 a Xbox One vyšel 6. června 2017 a 28. srpna 2018 byl vydán port pro Nintendo Switch.

## Hratelnost
Souboje ve hře Victor Vran kombinují prvky akčních RPG a pohyby založené na reakci, které hráči umožňují vyhýbat se útokům a poškození. Hra obsahuje mechaniku skoků, která se používá v boji, při řešení vertikálních hádanek a dosahování tajných oblastí mapy.
Hrdina – Viktor Vran – nemá žádnou specifickou třídu postavy. Hráči si mohou svou postavu vylepšit volnou změnou různých tříd zbraní, spotřebních předmětů (např. lektvarů nebo bomb) a démonických kouzelných schopností. Karty osudu a oblečení hrdiny udělují různé pasivní schopnosti. Každá třída zbraní nabízí jeden základní a dva speciální útoky, které lze kombinovat a získat tak speciální bonusy a efekty.
Herní svět je rozdělen na rozsáhlé oblasti představující čtvrti, okolí města Zagoravia a přilehlé dungeony. Každá oblast má 5 specifických úkolů, za jejichž splnění se udělují různé odměny. Hráč si může obtížnost každé oblasti a dungeonu upravit pomocí speciálních „hexových“ předmětů, které nepřátelům uvnitř udělují bonusy a buffy.
Hra Victor Vran obsahuje také kooperativní multiplayer.

## Stahovatelný obsah
Během veletrhu Gamescom 2014 bylo oznámeno, že se připravuje rozšíření Motörhead pro hru Victor Vran. První DLC balíček s názvem Motörhead Through the Ages byl vydán 6. června 2017 spolu s dalším DLC balíčkem s názvem Fractured Worlds.